# Ángel Dealbert
Ángel Dealbert Ibáñez (Benlloc, 1 januari 1983) is een Spaans voormalig voetballer die doorgaans speelde als centrale verdediger. Tussen 2002 en 2018 speelde hij voor Castellón, Valencia, Koeban Krasnodar, Baniyas, Lugo en opnieuw Castlellón.

## Spelerscarrière
Dealbert speelde vanaf 1996 in de opleiding van Castellón. Vanaf 2001 kwam hij uit voor het tweede elftal. In het eerste elftal debuteerde hij op 20 april 2002, toen met 1–1 gelijkgespeeld werd op bezoek bij Benidorm. In de seizoenen 2003/04 en 2004/05 was hij basisspeler centraal in de verdediging. In 2005 promoveerde Castellón naar de Segunda División. In de jaren daarna wist de club op het tweede niveau actief te blijven. In december 2008 werd Dealbert aangetrokken door Valencia, maar hij werd nog wel een half jaar verhuurd aan zijn oude club. In zijn eerste seizoen speelde de centrumverdediger vierentwintig wedstrijden, in de twee seizoenen daarna was hij vooral reserve achter de basisdefensie. In juni 2012 liep zijn verbintenis bij Valencia af en hierop tekende Dealbert voor drie jaar bij Koeban Krasnodar. Na drie jaar verliet hij de club om bij Baniyas. Na één jaar liet hij de Emiraten weer achter zich, om terug te keren naar zijn vaderland, waar hij tekende voor Lugo. Na twee seizoenen bij Lugo keerde Dealbert terug bij Castellón. In 2018 zette hij een punt achter zijn actieve loopbaan.

## Clubstatistieken
| Seizoen | Club             | Competitie         | Competitie | Competitie | Beker | Beker | Internationaal | Internationaal | Totaal | Totaal |
| Seizoen | Club             | Competitie         | Wed.       | Dlp.       | Wed.  | Dlp.  | Wed.           | Dlp.           | Wed.   | Dlp.   |
| ------- | ---------------- | ------------------ | ---------- | ---------- | ----- | ----- | -------------- | -------------- | ------ | ------ |
| 2001/02 | CD Castellón     | Segunda División B | 3          | 0          | 0     | 0     | —              | —              | 3      | 0      |
| 2002/03 | CD Castellón     | Segunda División B | 7          | 0          | 0     | 0     | —              | —              | 7      | 0      |
| 2003/04 | CD Castellón     | Segunda División B | 39         | 2          | 1     | 0     | —              | —              | 40     | 2      |
| 2004/05 | CD Castellón     | Segunda División B | 28         | 0          | 3     | 0     | —              | —              | 31     | 0      |
| 2005/06 | CD Castellón     | Segunda División A | 21         | 0          | 1     | 0     | —              | —              | 22     | 0      |
| 2006/07 | CD Castellón     | Segunda División A | 35         | 0          | 1     | 0     | —              | —              | 36     | 0      |
| 2007/08 | CD Castellón     | Segunda División A | 37         | 0          | 1     | 0     | —              | —              | 38     | 0      |
| 2008/09 | CD Castellón     | Segunda División A | 40         | 0          | 3     | 0     | —              | —              | 43     | 0      |
| 2009/10 | Valencia         | Primera División   | 24         | 0          | 3     | 0     | 7              | 0              | 34     | 0      |
| 2010/11 | Valencia         | Primera División   | 14         | 0          | 4     | 0     | 1              | 0              | 29     | 0      |
| 2011/12 | Valencia         | Primera División   | 11         | 0          | 1     | 0     | 4              | 0              | 16     | 0      |
| 2012/13 | Koeban Krasnodar | Premjer-Liga       | 28         | 1          | 3     | 0     | —              | —              | 31     | 1      |
| 2013/14 | Koeban Krasnodar | Premjer-Liga       | 23         | 1          | 0     | 0     | 9              | 0              | 32     | 1      |
| 2014/15 | Baniyas          | VAE Liga           | 25         | 1          | 7     | 0     | —              | —              | 32     | 1      |
| 2015/16 | CD Lugo          | Segunda División A | 36         | 1          | 0     | 0     | —              | —              | 36     | 1      |
| 2016/17 | CD Lugo          | Segunda División A | 5          | 0          | 1     | 0     | —              | —              | 6      | 0      |
| Totaal  | Totaal           | Totaal             | 376        | 6          | 29    | 0     | 21             | 0              | 426    | 6      |